# Кабаснишки манастир
Кабаснишкият манастир „Свети Марк“ (на гръцки: Ιερά Μονή Αγίου Μάρκου) е православен женски манастир в леринското село Кабасница (Проти), Гърция, част от Леринската, Преспанска и Еордейска епархия на Вселенската патриаршия, под управлението на Църквата на Гърция.
Манастирът е построен е в подножието на Баба на надморска височина от 959 m. е основан в 1864 година от митрополит Мелетий Мъгленски. Според секретаря на Леринската българска митрополия Васил Трифонов годината на създаване на манастира е 1862 и е посветен на Свети Атанасий и на Свети евангелист Марк.
Манастирът остава до края на османската власт патриаршистки и по време на гръцката въоръжена пропаганда в Македония в началото на XX век манастирът е седалище на гръцките андартски чети, воюващи с българските на ВМОРО. В него често са отсядали Павлос Мелас, Лаки Пирза и други андартски капитани.
След като манастирът попада в Гърция след Балканските войни в 1912 – 1913 година, той процъфтява, но по време на Гражданската война в Гърция (1946 – 1949) сградите му са напълно разрушени от бомбардировките и манастирът е запуснат. В 2000 година при митрополит Теоклит Лерински монашеският живот в него е възстановен. Построено е ново жилищно крило и е изцяло обновен католиконът.